# خوان أوجارت
خوان أوجارت (بالإسبانية: Juan Ugarte Aiestarán) (7 نوفمبر 1982 بسان سيباستيان في إسبانيا - ) هو لاعب كرة قدم إسباني في مركز الهجوم. لعب مع ريال سوسيداد ب وريال سوسيداد وريال يونيون ونادي إيبار ونادي باراكالدو ونادي ريكسهام ونادي كرو ألكساندرا وDorchester Town F.C. ‏.

## وصلات خارجية
- خوان أوجارت على موقع قاعدة بيانات كرة القدم.إي يو (الإنجليزية)
- خوان أوجارت على موقع Soccerbase.com (لاعب) (الإنجليزية)